# کالین هامفریس
پروفسور سر کالین جان هامفریس (به انگلیسی: Professor Sir Colin John Humphreys) زادهٔ ۲۴ مه ۱۹۴۱، یک فیزیک‌دان بریتانیایی و دارندهٔ لقب رتبه امپراتوری بریتانیا است. او استاد سابق زرگران دانش مواد و مدیر فعلی پژوهش در دانشگاه کمبریج است. او هم‌چنین در سال‌های ۲۰۰۲ و ۲۰۰۳ رئیس مؤسسهٔ مواد، مواد معدنی و معادن بود.